# Lundermoen
Lundermoen är en tätort i Lillestrøms kommun i Akershus fylke i sydöstra Norge. Tätorten hade 1 455 i invånarantal den 1 januari 2022. Den ligger omkring tre kilometer ifrån tätorten Frogner.
Tidigare har orten tillhört dåvarande Sørums kommun.